# Коркатовське сільське поселення
Корка́товське сільське поселення (рос. Коркатовское сельское поселение) — муніципальне утворення у складі Моркинського району Марій Ел, Росія. Адміністративний центр — присілок Коркатово.

## Історія
Станом на 2002 рік існували Арінська сільська рада (село Аріно, присілки Малий Карамас, Нур'ял-Карамас, Чавайнур, Чевернур, Чодраял), Коркатовська сільська рада (присілки Абдаєво, Верхній Кожлаєр, Коркатово, Краснояр, Кугу-Шурга, Маламаш, Упамаш, Юлесола, починки Ільїнський, Нікольський, Покровський) та Кульбашинська сільська рада (присілок Кульбаш, селище Дом Інвалідів), селище Комсомольський перебувало у складі Зеленогорської сільської ради. Пізніше селище Дом Інвалідів було передане до складу Красностєкловарського сільського поселення, присілки Кугу-Шурга та Упамаш — до складу Шалинського сільського поселення.

## Населення
Населення — 2791 особа (2019, 3282 у 2010, 3511 у 2002).

## Склад
До складу поселення входять такі населені пункти:
| Населений пункт           | Населення, осіб (2002) | Населення, осіб (2010) |
| ------------------------- | ---------------------- | ---------------------- |
| Абдаєво, присілок         | 261                    | 239                    |
| Аріно, село               | 216                    | 239                    |
| Верхній Кожлаєр, присілок | 333                    | 306                    |
| Ільїнський, починок       | 115                    | 107                    |
| Комсомольський, селище    | 168                    | 109                    |
| Коркатово, присілок       | 742                    | 694                    |
| Краснояр, присілок        | 166                    | 168                    |
| Кульбаш, присілок         | 545                    | 502                    |
| Маламаш, присілок         | 97                     | 104                    |
| Малий Карамас, присілок   | 201                    | 193                    |
| Нікольський, починок      | 55                     | 40                     |
| Нур'ял-Карамас, присілок  | 139                    | 122                    |
| Покровський, починок      | 9                      | 2                      |
| Чавайнур, присілок        | 137                    | 136                    |
| Чевернур, присілок        | 12                     | 4                      |
| Чодраял, присілок         | 276                    | 291                    |
| Юлесола, присілок         | 39                     | 26                     |